# Leandro & Leonardo Vol. 11
Leandro & Leonardo Vol. 11 é um álbum de estúdio da dupla sertaneja Leandro & Leonardo, lançado em julho de 1997. O disco é composto de 14 canções, das quais se destacam "Cerveja", "Essas Mulheres", "Rumo a Goiânia", "Anarriê" e "Cama Fria".
Este foi o último trabalho da dupla lançado enquanto Leandro estava vivo, já que o disco posterior Um Sonhador (1998) seria lançado três semanas após sua trágica morte.
A faixa "Onde Foi Que Eu Errei" tem como vocalista principal Leandro.

## Faixas
| N.º | Título                                      | Compositor(es)                                                        | Duração |  |
| 1.  | "Essas Mulheres (Esas Mujeres)"             | Pablo Castro / Daniel Guerrero (versão: Leandro / Leonardo / Limírio) | 4:11    |  |
| 2.  | "Cerveja"                                   | César Augusto / César Rossini                                         | 3:29    |  |
| 3.  | "Foi Um Tiro em Minha Vida"                 | Altair Menezes / Rafael Dias                                          | 4:41    |  |
| 4.  | "Rumo a Goiânia"                            | Paiva                                                                 | 4:01    |  |
| 5.  | "Se For Preciso Chorar"                     | Ringo / Caio Flávio                                                   | 3:56    |  |
| 6.  | "Anarriê"                                   | Cecílio Nena / Reinaldo Barriga / Lalo Prado                          | 3:19    |  |
| 7.  | "O Amor Que a Gente Faz"                    | Xandó / Edelson Moura                                                 | 4:03    |  |
| 8.  | "Pedindo Amor"                              | Mauro Gasperini / Maurício Gasperini                                  | 4:22    |  |
| 9.  | "Segura Peão"                               | Jairo Góes / Wilton Carlos                                            | 3:24    |  |
| 10. | "História de Um Amor (Historia de Un Amor)" | Carlos Almarán (versão: Édson Borges)                                 | 3:49    |  |
| 11. | "Cama Fria"                                 | Rocky / Paulo Nascimento                                              | 3:44    |  |
| 12. | "Pode Ser Você Meu Grande Amor"             | César Augusto / Piska                                                 | 3:45    |  |
| 13. | "Onde Foi Que Eu Errei"                     | Vivian Perl / Alvaro Socci / Cláudio da Matta                         | 4:54    |  |
| 14. | "Salva Minha Vida"                          | Leandro / Leonardo                                                    | 3:50    |  |

## Certificações
| Brasil (ABPD)                             | Platina | 1997 | 250.000* |
| *número de vendas baseado na certificação |         |      |          |